# Helenio Herrera
Pour les articles homonymes, voir Herrera.

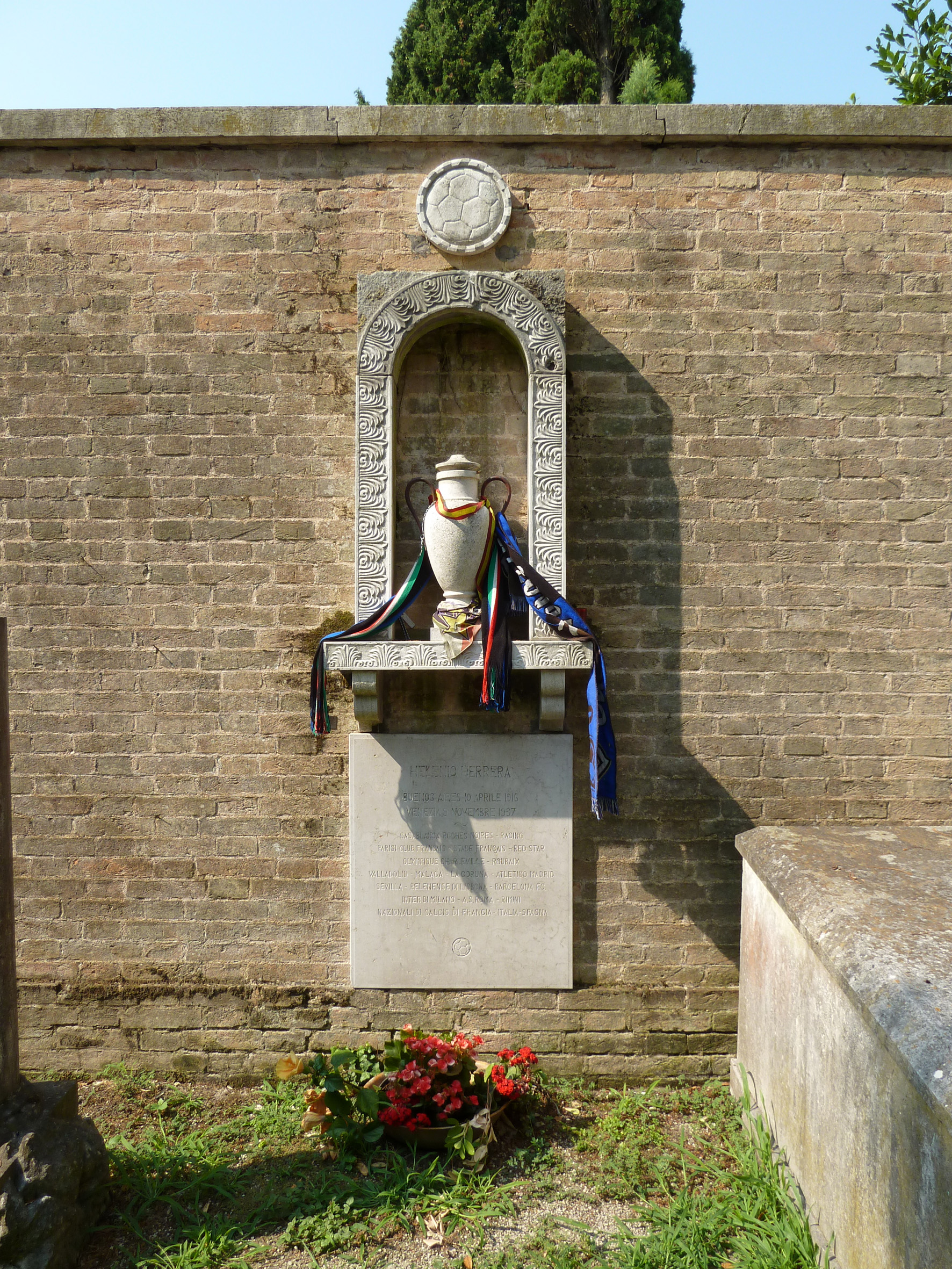
Tombe de H. Herrera à Venise

Helenio Herrera Gavilán, parfois connu sous ses deux initiales : H.H., né le 10 avril 1910 à Buenos Aires et mort le 9 novembre 1997 à Venise, est un footballeur argentin naturalisé français et reconverti entraîneur.
Il connaît son heure de gloire comme entraîneur de l'Inter Milan entre 1960 et 1968, avec lequel il remporte deux fois la Coupe d'Europe des clubs champions et la Coupe intercontinentale, ainsi que trois championnats d'Italie.

## Biographie

### Joueur
Fils d’anarchistes espagnols réfugiés en Argentine, Helenio Herrera naît à Buenos Aires,. Il migre à l'âge de quatre ans avec sa famille dans la ville de Casablanca. Des sources discordantes attestent qu'il est naturalisé français au fil de l'exil familial au Maroc ou une fois sur le territoire français pour être sélectionné en équipe de France. Il déclare plus tard : « Je ne me considère ni Argentin ni Français. Je suis un citoyen du monde »,.
Son père le fait travailler tôt au métier de charpentier mais, évoluant dans le modeste club des Roches Noires, il est repéré par un recruteur du Racing Athletic Club (RAC), qui lui fait intégrer le centre de formation.
Défenseur, Helenio Herrera rejoint Paris à seize ans ans ou en 1932 lorsqu'il signe au CASG Paris,. Il y assimile les tactiques défensives d'avant-guerre basées sur le verrou suisse[réf. nécessaire]. Herrera rejoint ensuite le Stade français.
Herrera devient professionnel au FCO Charleville, qui utilise cette tactique du verrou suisse. Avec son ami Julien Darui[réf. nécessaire], ils perdent la finale de la Coupe de France 1936 face aux stars du RC Paris.
En 1940 ou 1941, H.H. retrouve son ami Julien Darui au Red Star pendant la Seconde guerre mondiale. L'équipe remporte la Coupe de France 1942 face au FC Sète.
Lors de sa carrière de joueur, il est convoqué à deux reprises[Quand ?] en équipe de France mais restera à chaque fois sur le banc de touche. La Seconde Guerre mondiale bloque ses espoirs internationaux personnels.
Entraîneur-joueur à Puteaux, Helenio Herrera met un terme à sa carrière de joueur à trente-cinq ans à cause d'une blessure.

### Entraîneur

#### Après-guerre au Stade français
En mai 1945, tandis que le conflit mondial prend fin, Casablanca accueille un stage d’entraîneurs sous la direction notamment de Helenio Herrera. Ce dernier convainc Larbi Ben Barek de rejoindre le Stade français dont le président met en place à Paris une équipe de vedettes. Le Marocain en constitue l'une des pièces maîtresses sous la conduite de l'entraîneur franco-argentin. Ensemble ils accèdent à la Division 1 dès 1946. Lassé après trois saisons encourageantes mais sans titre, le président du Stade français jette l'éponge et disperse l'équipe.
À l'après-guerre, Helenio Herrera intègre aussi l'encadrement de l'Équipe de France de football, où il est recruté par le sélectionneur Gabriel Hanot pour s'occuper de la préparation physique des joueurs,. Il tient ce rôle en mars 1947 mais plus en octobre 1948, parti en Espagne.

#### Premiers titres avec l'Atlético
Herrera atterrit en Espagne, à Valladolid. Il y reste une saison et parvient à hisser l’équipe pour la première fois en Primera division, en étant champion de Segunda division.
Le franco-argentin rejoint alors l'Atlético Madrid et fait venir[réf. nécessaire] Larbi Benbarek, croisé au Stade français. Les Rojiblancos remportent deux Ligas consécutives en 1949-50 puis 1950-51. Tactiquement et physiquement au point, l’équipe marque 87 buts en 1949-1950, dont 80% sont inscrits par les attaquants.
Herrera transite ensuite par Malaga et le Deportivo La Corogne, sans engranger le moindre titre.

#### Deux ans Barça
En 1958, Herrera arrive sur le banc du FC Barcelone, dans le nouveau Camp Nou.
Ne s'entendant pas avec Ladislao Kubala, joueur important de l'équipe, Herrera décide de quitter le club pour l'Inter Milan. En deux saisons, il remporte les deux titres de champion d'Espagne, en pleine domination du Real Madrid d'Alfredo Di Stéfano, ainsi que la Coupe des villes de foire et son joueur Luis Suarez remporte le Ballon d'or 1960.

#### La Grande Interde Herrera, aussi sélectionneur espagnol
Un an après son arrivée à l'Inter Milan, Herrera fait venir son ancien joueur du Barça, Luis Suarez. Dans des schémas défensifs en 5-3-2 ou 5-4-1, l’équipe prône un jeu rapide vers l'avant par les ailes avec des joueurs tels que Luis Suárez en meneur reculé, Facchetti et le Brésilien Jaïr en ailier, Mario Corso au dribble, Mazzola à la finition et l’avant-centre Peiro.
En parallèle de son départ en Italie, Helenio Herrera prend alors la tête de l'équipe nationale d'Espagne qui prend part à la première édition en 1960 de la Coupe d'Europe des nations. En huitièmes de finale, la formation des attaquants Alfredo Di Stéfano, Luis Suárez et Francisco Gento écarte sans mal la Pologne (3-0 ; 4-2). Mais Franco refuse que la sélection espagnole se déplace en URSS pour affronter l’équipe d'Union soviétique en quart de finale, la forçant à déclarer forfait.
Les Espagnols et Herrera jouent ensuite le Mundial 1962 au Chili. L'Espagne concède deux défaites contre les deux futurs finalistes : la Tchécoslovaquie (0-1) et le Brésil (1-2). Sa victoire lors du 2e match contre le Mexique (1-0) est insuffisante, la Roja est éliminée.
Au terme de la saison 1963-64, l'Inter et Bologne termine à égalité en tête de Serie A et doivent se départager lors d'un barrage, perdu 2-0. L'Inter échoue à remporter un troisième titre consécutif. Sacré en Coupe d'Europe, Herrera est le premier entraîneur français à gagner une Coupe des clubs champions,.
En 1964-65, son équipe remporte la Coupe des clubs champions par le premier score de 1-0 de l'histoire de la compétition, en finale à domicile face au Benfica.
Champion d'Italie en titre, l'Inter dispute la C1 1966-67 et atteint la finale, leur troisième en quatre saisons, perdue 2-1 contre le Celtic Glasgow. Lors de cette saison, Herrera devient le premier (et encore seul en 2023) étranger à devenir sélectionneur de la Squadra Azzura. En septembre 1967, il est l'entraîneur de la sélection mondiale FIFA XI affrontant l'équipe d'Espagne au Stade Santiago-Bernabéu pour le 65e anniversaire de Ricardo Zamora.
Herrera quitte l'Inter après huit ans de règne, en même temps que son joueur Jaïr et son président Angelo Moratti.

#### Cinq années à l'AS Roma
Enrôlé par l'AS Roma, Herrera remporte la Coupe d'Italie 1968-69 dès la première saison, son seul trophée dans la capitale italienne.
Herrera fait partie de l'encadrement technique de l’Italie finaliste du Mondial 1970 au Mexique, qui s’appuie largement sur son système défensif.

#### Dernières piges
Seul regret pour Herrera, il l'avoue en fin de carrière, ne pas avoir pu rendre au football français une parcelle de ce qu'il y avait appris. Le Paris Saint-Germain avait bien tenté une approche dans les années 1970, mais sans suite[réf. nécessaire].
Attachés à ces clubs, il accepte de revenir à l’Inter (1973-1974) puis au Barça (1979-1981) avant de prendre sa retraite.
Helenio Herrera meurt le 9 novembre 1997 à Venise, d’un arrêt cardiaque, à 87 ans.

## Style de jeu et précurseur
Joueur dur et serein, doté d’une haute estime de lui-même, Helenio Herrera évolue au poste de défenseur lors de sa carrière de joueur,.
Le football développé par les équipes entraînées par Helenio Herrera en Espagne prône une liberté inédite et des statistiques offensives élevées (voir la paragraphe Statistiques) par un jeu vertical et offensif. Arrivé à l'Inter Milan, Herrera souhaite conserver cette verticalité en voulant encaisser moins de buts. HH reprend le catenaccio implanté bien plus tôt et soutient deux principes de jeu qui dictent le football actuel : l'intensité physique et la vitesse de jeu. Ses équipes placées en 5-3-2 ou 5-4-1 innovent par le jeu sur les ailes, et leur vitesse de jeu avec une défense centrale renforcée par trois défenseurs axiaux et des couloirs utilisés offensivement par deux latéraux jouant haut. Sandro Mazzola retient : « On peut dire énormément de choses sur Herrera, mais personne ne peut nier qu’il avait trente années d’avance sur le football de son temps. Sans exagérer ». Herrera déclare en 1997, quelques mois avant sa mort : « On m'accusait de tous les maux, on m’accablait de critiques, mais au final tout le monde me copiait ».
Helenio Herrera est vu comme précurseur en tant qu'entraîneur sur plusieurs aspects du football moderne. Il fait de l’entraîneur la personnalité centrale de tout club de football, à la fois stratège, motivateur et psychologue avec ses joueurs. Herrera dépasse les fonctions de son époque en considérant davantage les conférences de presse et la communication externe. Il joue notamment à y annoncer les résultats de son équipe – d’où le surnom « Il Mago » (le magicien),. Le Franco-Argentin devient le premier technicien à donner son nom à une grande équipe, après le « Real Madrid de Di Stéfano » ou le « Barça de Kubala », on parlait de « la Grande Inter d’Herrera ». En interne, Herrera met l'accent sur l'aspect mental et psychologique de la préparation des matchs et impose un code disciplinaire comprenant un régime alimentaire pour tous dès ses arrivées. Son expression « On gagnera avant même d’être descendu du bus » illustre cette focalisation sur la préparation des matchs.
Helenio Herrera est le premier entraîneur à utiliser les mises au vert, à étudier exhaustivement l’adversaire grâce à un réseau d’observateurs et à parler de « douzième homme » pour obtenir le soutien de tribunes remplies et bruyantes. Par exemple, la Curva Nord de l’Inter Milan est créée en 1969, l’année suivant son départ.

## Statistiques
L’Atlético Madrid d'Helenio Herrera remporte deux Ligas avec à 2,76 buts/match. L'entraîneur enchaîne deux saisons avec le Barça et remporte deux nouveaux championnats, marquant 182 buts (3,03 par match) pour 76% de victoires,.

## Palmarès

### Joueur
Helenio Herrera perd la finale de la Coupe de France 1936 avec le FCO Charleville, avant de la remporter avec le Red Star pendant la guerre, en 1942.
- Vainqueur de la Coupe de France en 1942 avec le Red Star
- Champion de France "Zone Occupée" en 1941 avec le Red Star
- Finaliste de la Coupe de France en 1936 avec Charleville

### Palmarès d'entraîneur
Avec l’Inter Milan, Herrera remporte aux trois Scudetti, ne laissant échapper le quatrième qu'à l'issue d'un barrage, deux Coupes d'Europe des champions en 1964 et 1965 avec chaque fois la succès en Coupe intercontinentale,. En cinq saisons avec la Roma, il ne gagne que la Coupe d’Italie, à une reprise.
| Compétitions internationales | Championnats nationaux | Coupes nationales |
| --- | --- | --- |
| - Coupe intercontinentale - Vainqueur : 1964 et 1965 (Inter Milan) - Coupe des champions européens (2) - Vainqueur : 1964 et 1965 (Inter Milan) - Finaliste : 1967 (Inter Milan) - Coupe des villes de foires (1) - Vainqueur : 1960 (FC Barcelone) | - Championnat d'Espagne (4) - Champion : 1950 et 1951 (Atlético Madrid), 1959 et 1960 (FC Barcelone) - Championnat d'Italie (3) - Champion : 1963, 1965 et 1966 (Inter Milan) - Vice-champion : 1962, 1964 et 1967 (Inter Milan) | - Coupe Eva Duarte (1) - Vainqueur : 1951 (Atlético Madrid) - Coupe d'Espagne (2) - Vainqueur : 1959 et 1981 (FC Barcelone) - Coupe d'Italie (1) - Vainqueur : 1969 (AS Roma) |

### Distinctions individuelles
- Élu 4e meilleur entraîneur de tous les temps par World Soccer en 2013[19],[20]
- Élu 5e meilleur entraîneur de tous les temps par ESPN en 2013[21]
- Élu 7e meilleur entraîneur de tous les temps par France Football en 2019[22],[23],[24]
  - Il est un des 5 entraîneurs[25] à être classé dans le top 10 des meilleurs entraîneurs de tous les temps par chacun des médias suivants : France Football, World Soccer et ESPN